# Арнольд Лоттерінг
Арнольдус Йоганнес Лоттерінг (англ. Arnoldus Johannes Lottering; нар. 27 серпня 1983) — південноафриканський борець вільного та греко-римського стилів, чемпіон та срібний призер чемпіонатів Африки, бронзовий призер Всеафриканських ігор з вільної боротьби, срібний призер Всеафриканських ігор з греко-римської боротьби..

## Життєпис
Боротьбою почав займатися з 1987 року.
Виступав за спортивний клуб Unicor Evander. Тренер — Хрісто Лоттерінг (з 1987).

## Спортивні результати на міжнародних змаганнях

### Виступи на Чемпіонатах Африки
| Змагання                         | Збірна | Вагова категорія          | Місце  |
| -------------------------------- | ------ | ------------------------- | ------ |
| Чемпіонат Африки з боротьби 2003 | ПАР    | вільна боротьба, до 84 кг | Золото |
| Чемпіонат Африки з боротьби 2004 | ПАР    | вільна боротьба, до 84 кг | Срібло |
| Чемпіонат Африки з боротьби 2005 | ПАР    | вільна боротьба, до 74 кг | 5      |

### Виступи на Всеафриканських іграх
| Змагання                 | Збірна | Вагова категорія                 | Місце  |
| ------------------------ | ------ | -------------------------------- | ------ |
| Всеафриканські ігри 2003 | ПАР    | вільна боротьба, до 84 кг        | Бронза |
| Всеафриканські ігри 2003 | ПАР    | греко-римська боротьба, до 84 кг | Срібло |

### Виступи на інших змаганнях
| Змагання                                                         | Збірна | Вагова категорія          | Місце |
| ---------------------------------------------------------------- | ------ | ------------------------- | ----- |
| Олімпійський кваліфікаційний турнір з боротьби 2004 (Братислава) | ПАР    | вільна боротьба, до 84 кг | 21    |
| Олімпійський кваліфікаційний турнір з боротьби 2004 (Софія)      | ПАР    | вільна боротьба, до 74 кг | 24    |

### Виступи на змаганнях молодших вікових груп
| Змагання                                      | Збірна | Вагова категорія          | Місце |
| --------------------------------------------- | ------ | ------------------------- | ----- |
| Чемпіонат світу з боротьби серед кадетів 1999 | ПАР    | вільна боротьба, до 54 кг | 13    |
| Чемпіонат світу з боротьби серед юніорів 2003 | ПАР    | вільна боротьба, до 84 кг | 21    |